# Тринвиллерсхаген
Тринвиллерсхаген (нем. Trinwillershagen) — община в Германии, в земле Мекленбург-Передняя Померания.
Входит в состав района Северная Передняя Померания. Подчиняется управлению Барт.  Население составляет 1253 человека (на 31 декабря 2010 года). Занимает площадь 34,21 км².